# Золотий гомін
«Золотий гомін» — антологія української поезії світу, упорядкована Анатолієм Мойсієнком. Вийшло два випуски антології — в 1991 та 1997 роках.
Назва запозичена з однойменної поеми Павла Тичини. На сторінках антології представлено сто сучасних українських поетів з України й діаспори. У обох збірниках антології подані аналітичні статті Ігоря Трача, Миколи Сороки та Анатолія Мойсієнка про сучасну українську поезію.

## Видання
- Українська поезія світу: Золотий гомін. У двох кн.– Київ, Кн. 1 – 1991.– 352 с.; Кн. 2. – 1997.– 544 с.

## Джерело
- «Золотий гомін» // Літературознавча енциклопедія : у 2 т. / авт.-уклад. Ю. І. Ковалів. — Київ : ВЦ «Академія», 2007. — А — Л. — 608 с. — С. 396.
- Літературно-меморіальний музей-квартира Павла Тичини у Києві [Архівовано 19 серпня 2012 у Wayback Machine.]